# Gustav Kelber
Gustav Kelber (Pseudonym: Ernst Mattern; * 24. Oktober 1881 in München; † 4. Dezember 1961 in Bogen) war ein deutscher Schriftsteller und Jurist.
Kelber studierte in München und Erlangen Rechtswissenschaft, nahm aber frühzeitig Kontakt zu Künstlern auf, zum Beispiel zu einer evangelischen Künstlergruppe. 1930 wurde er Oberamtsrichter in Mitterfels. Er wurde 1942 zwangsweise in den Ruhestand versetzt. Nach Ende des Zweiten Weltkrieges wurde er wieder eingesetzt. Das zentrale Thema seiner Werke ist der Bayerische Wald.

## Werke
- In der Kirche
- Und die Sonne Homers
- Pan
- Venus von Botticelli
- Auf dem Hirschenstein
- Waldtümpel
- Weltkrieg
- Wiederaufbau, 1924
- Volker's Burglied
- Frühling
- Nach dem Hochamt
- Alles ist Wendung (1946)